# Вільям Мальмесберійський

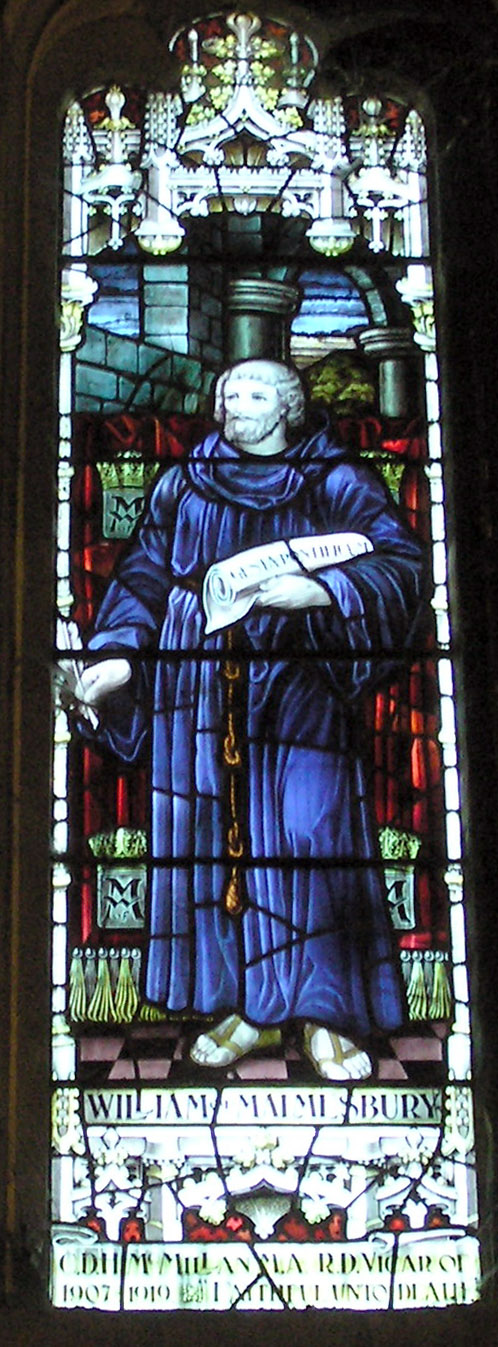
Вітраж із зображенням Вільгельма, встановлений в абатстві Малмсбері в 1928 році

Вільям Мальмесберійський (лат. Willelmus Malmesbiriensis; англ. William of Malmesbury; прибл. 1095-1143 роки) — найвидатніший англійський історик XII століття. Разом з Преподобним Бедою входить до числа найталановитіших англійських істориків всіх часів. Один з найученіших людей Західної Європи XII століття.

## Біографія
Народився приблизно у 1095 або 1096 році у Вілтширі. Його батьком був норманом, а мати — англійкою. Все своє життя провів в Англії, а доросле життя у чернецтві в абатстві Малмесбері (Вілтшир, Англія).
Освіта, яку Вільям отримав у абатстві, охоплювала невелику кількість логіки та фізики, а Етика та історія були предметами, яким він приділяв найбільшу увагу. Найперший факт, який він зафіксував у своїй кар'єрі, — це те, як допомагав абату Годфрі (1081-1105 роки) у зборі бібліотеки для громади.  Факти свідчать, що Малмесбері мав доступ до щонайменше чотирьохсот творів більш ніж двохсот різних авторів. Під час навчання він зібрав підбірку середньовічних історій, що надихнуло на ідею популярного викладу англійської історії за зразком «Церковної історії англійського народу» Беди Преподобного. Очевидна повага Вільяма до Беди виявляється навіть у передмові до його твору «Діянні королів Англії», де він виражає своє захоплення автором.
У 1125 році Вільям Мальмесберійський завершив свій твір «Діяння королів Англії», який свідомо був заснований на роботі Преподобного Беди. Період, описаний у праці охопив проміжок з 449 року по 1120 рік. Пізніше він відредагував і розширив виклад до 1127 року, випустивши редакцію, присвячену Роберту, графу Глостерському. Це «друге видання», сьогодні вважається однією з найбільших праць з історії Англії.

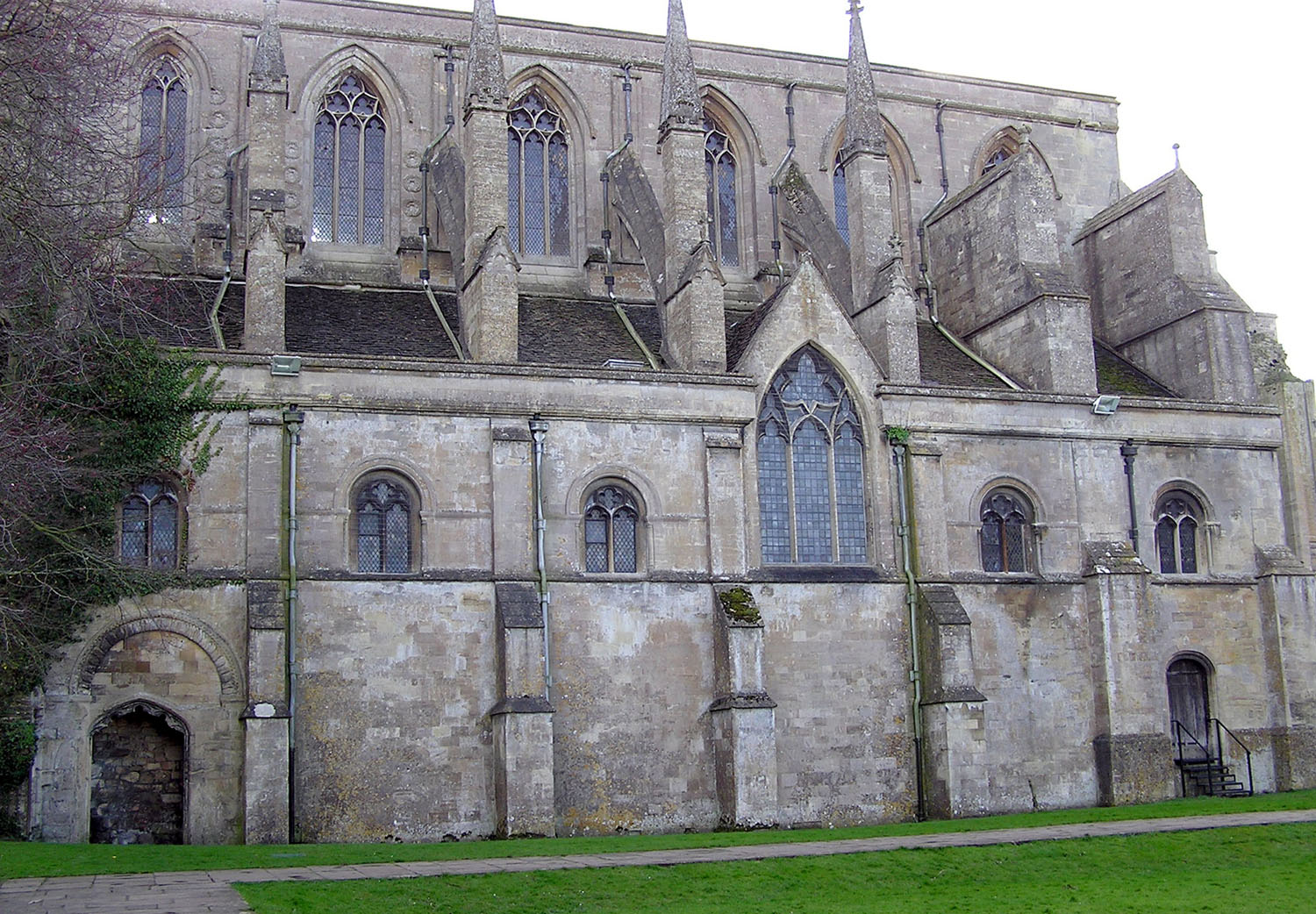
Вигляд абатства Малмсбері у Вілтширі, закінченого в 1180 році; вона залишається у користуванні як парафіяльна церква Малмсбері

Після першого видання книги Вільяма вийшла праця «Діяння англійських єпископів» («Gesta Pontificum Anglorum») у 1125 році. Завдяки яскравій описовій історії абатств та єпископств, із відступами до життів святих англійських прелатів, зокрема вченого чудотворця Алдгельма, абата Мальмесбері, Вільям Мальмесберійський отримав можливість багато подорожувати Англією. Він деякий час пробув у абатстві Гластонбері, складаючи твір «Про старовину церкви Гластонбері» для свого друга, абата Генріха з Блуа, який також був єпископом Вінчестера. У порівнянні з першими роботами, де згадується Фаган та Дерувіан, нинішні форми помітно зіпсовані анахронічними підробками та доповненнями.
Перед приходом Анархії в Англії у 1139 році Вільям Мальмесберійський познайомився з Роджером, єпископом Солсбері, який володів замком Малмесбері. Такі вигідні зв'язки у поєднанні з позитивним сприйняттям «Діянь королів» призвели до пропозиції отримати посаду абата Малмесбері у 1140 році, від якої він відмовився, віддавши перевагу своїм обов'язкам бібліотекаря та науковця. Один його публічний виступ відбувся на соборі у Вінчестері у 1141 році, в якому духовенство оголосило імператрицею королеву Матильду.
Починаючи приблизно з 1140 року, Вільям продовжив свої літописи у праці «Нова Історія», хронікою з трьох книг, яка описувала події в період з 1128 по 1142 роки. Ця хроніка включила важливі відомості про анархію в Англії та правління короля Стефана І Блуаського. Однак цей твір обривається невиконаною обіцянкою, що він буде продовжений: імовірно, Вільям помер, перш ніж зміг завершити хроніку.  Вільям Мальмесберійський також окремо написав історію свого абатства та життя кількох святих.

## Значення
Багато експертів, зокрема Джон Мілтон, вважають Вільяма Мальмесберійського одним з найкращих англійських істориків раннього середньовіччя. Як потужний латинський стиліст, він виявив літературні та історіографічні інстинкти, які, на його час, були напрочуд промовистими. Вільям Мальмесберійський є авторитетом значного рівня серед істориків, що жили після 1066 року. Зі сторінок його творів можна почерпнути багато анекдотів та проникливих суджень про людей та події. Деякі вчені критикують Вільяма Мальмесберійського за нетипову літописну форму, називаючи його хронологію менш задовільною, а розподілення матеріалу необережним.  Велика частина робіт Вільяма про Вульфстана, єпископа Вустера, випливає із власних розповідей Коулмена, сучасника Вульфстана. Скоріше за все, Вільям просто переклав документ зі староанглійської на латинську мову. Твори Вільяма Мальмесберійського досі вважаються неоціненними, і, попри деякі недоліки, він залишається одним із найвідоміших англійських хроністів XII століття. 

## Праці
- (Willielmi Monachi Malmesburiensis): De Gestis Regum Anglorum, Libri V; Historiae Novellae, Libri II; De Gestis Pontificum Anglorum, Libri IIII., in Rerum Anglicarum Scriptores Post Bedam Praecipui, ex vetustissimis codicibus manuscriptis nunc primum in lucem editi (G. Bishop, R Nuberie & R. Barker Typographij Regii, London 1596). digitized [Архівовано 12 червня 2021 у Wayback Machine.] ed. Migne, Patrologia Latina vol. 179.
- William of Malmesbury: Gesta pontificum Anglorum (Deeds of the English Bishops), Vol. I, Edited and Translated by M. Winterbottom and R.M. Thomson, Oxford University Press, 2007. ISBN 0-19-820770-0
- William of Malmesbury: Gesta pontificum Anglorum (Deeds of the English Bishops), Vol. II: General Introduction and Commentary, by R. M. Thomson, Oxford University Press, 2007. ISBN 0-19-922661-X
- William of Malmesbury: Gesta regum Anglorum (Deeds of the Kings of the English), Vol. I, Edited and Translated by R. A. B. Mynors, R. M. Thomson and M. Winterbottom, Oxford University Press, 1998. ISBN 0-19-820678-X
- William of Malmesbury: Gesta regum Anglorum (Deeds of the Kings of the English), Vol. II: General Introduction and Commentary, by M. Winterbottom and R. M. Thomson, Oxford University Press, 2002, ISBN 0-19-820709-3
- William of Malmesbury: Historia Novella (The Contemporary History), edited by Edmund King, Translated by K. R. Potter, Oxford University Press, 1999. ISBN 0-19-820192-3
- William of Malmesbury, Chronicle of the Kings of England, translated by Rev. John Sharpe, edited by J. A. Giles, London: George Bell and Sons, 1904.
- William of Malmesbury: The Deeds of the Bishops of England [Gesta Pontificum Anglorum], translated by David Preest, Boydell Press, 2002. ISBN 0-85115-884-6
- De antiquitate Glastoniensis ecclesiae (63–1126 AD) (The Ancient Church of Glastonbury).
- William of Malmesbury (2011). Liber super explanationem Lamentationum Ieremiae prophetae. CCCM. Т. 244. Michael Winterbottom, Rodney M. Thomson (eds.). Turnhout: Brepols. ISBN 978-2503540870. Translation: William of Malmesbury (2013). On Lamentations. Corpus Christianorum in Translation. Т. 13. Michael Winterbottom (trans.). Turnhout: Brepols. ISBN 9782503548494.

### Ненадруковані збережені роботи
- Miracles of the Virgin
- Liber super explanationem lamentationum Yeremiae prophetae
- An abridgment of Amalarius' De divinis officiis
- De dictis et factis memorabilibus philosophorum
- An epitome of the Historia of Haymo of Fleury and some other works, historical and legal
- Lives of the English Saints

Рукописи цих робіт частково зберігаються у Британському музеї, а частково у Бодліанській бібліотеці.

### Втрачені роботи
- "Vita Sancti Patricii"та «Miracle Sancti Benigni» згадуються в пролозі до книги про Гластонбері.
- Метричне життя Святої Ельфгіфіу (Елгіви) цитується у «Діяннях Понтифіків».
- «Chronica tribus libellis» згадується в пролозі до Historia novella, і фрагмент з неї, очевидно, зберігся У Британському музеї у «Рукописі Лансдаун» 436.
- Джон Леланд цитує витяги з «Itineraries Johannis abbatis», описуючи подорож Іоана, Абата Мальмесберійського до Риму у 1140 році (Leland, Collectanea, ІІІ. 272).[15]